# Алту-Пантанал (микрорегион)

Алту-Пантанал на карте.

Алту-Пантанал (порт. Microrregião do Alto Pantanal) — микрорегион в Бразилии, входит в штат Мату-Гросу. Составная часть мезорегиона Юго-центральная часть штата Мату-Гроссу. Население составляет 132 178 человек (на 2010 год). Площадь — 	53 252,080	 км². Плотность населения — 2,48 чел./км².

## Демография
Согласно сведениям, собранным в ходе переписи 2010 г. Национальным институтом географии и статистики (IBGE), население микрорегиона составляет:						
| Полное население                             | Полное население                             | Полное население                             | Полное население                             | 132 178 |
| -------------------------------------------- | -------------------------------------------- | -------------------------------------------- | -------------------------------------------- | ------- |
| в том числе:                                 | Городское население                          | 105 946                                      | Процент городского населения, %              | 80,15   |
|                                              | Сельское население                           | 26 232                                       | Процент сельского населения, %               | 19,85   |
|                                              | Мужское население                            | 67 285                                       | Процент мужского населения, %                | 50,90   |
|                                              | Женское население                            | 64 893                                       | Процент женского населения, %                | 49,10   |
| Плотность населения, чел/км²                 | Плотность населения, чел/км²                 | Плотность населения, чел/км²                 | Плотность населения, чел/км²                 | 2,48    |
| Население микрорегиона в % к населению штата | Население микрорегиона в % к населению штата | Население микрорегиона в % к населению штата | Население микрорегиона в % к населению штата | 4,35    |

## Статистика
- Валовой внутренний продукт на 2003 год составляет 499 439 752,00 реалов (данные: Бразильский институт географии и статистики).
- Валовой внутренний продукт на душу населения на 2003 год составляет 3867,54 реалов (данные: Бразильский институт географии и статистики).
- Индекс развития человеческого потенциала на 2000 год составляет 0,693 (данные: Программа развития ООН).

## Состав микрорегиона
В состав микрорегиона включены следующие муниципалитеты:
1. Баран-ди-Мелгасу
2. Курвеландия
3. Касерис
4. Поконе